# Туэйтес, Скотт
Скотт Туэйтес (англ. Scott Thwaites; род. 12 февраля 1990 в Берли в Варфедейле, графство Уэст-Йоркшир, Великобритания)   — британский профессиональный  шоссейный велогонщик,  выступающий за команду мирового тура  «Qhubeka Assos».

## Достижения
2005
3-й Чемпионат Великобритании — Групповая гонка (юниоры)
2006
2-й Чемпионат Великобритании — Групповая гонка (юниоры)
2007
2-й Чемпионат Великобритании — Групповая гонка (юниоры)
2011
1-й  - Чемпион Великобритании — Групповая гонка (U23)
2012
1-й - Велошоссейный кубок Великобритании
5-й - Гран-при Лиллер
2013
5-й - Хандзаме Классик
7-й - Ле-Самен
8-й - Международный чемпионат Филадельфии по велоспорту
2014
2-й - Тур Дренте
3-й  - Игры Содружества — Групповая гонка
6-й - Нокере Курсе
2015
3-й - Нокере Курсе
5-й - Чемпионат Великобритании — Групповая гонка
5-й - Тур Дренте
5-й - Путешествие по Дренте
2016
2-й - Ле-Самен
5-й - Чемпионат Великобритании — Групповая гонка
7-й - Trofeo Pollenca-Port de Andratx
8-й - Путешествие по Дренте
10-й - Кюрне — Брюссель — Кюрне
2017
10-й - Страде Бьянке

## Статистика выступлений

### Гранд-туры
| Гонка           | 2016 | 2017 |
| --------------- | ---- | ---- |
| Джиро д'Италия  | —    | —    |
| Тур де Франс    | —    | 107  |
| Вуэльта Испании | 116  | —    |

| —  | Не участвовал  |
| НФ | Не финишировал |